# .am
.am è il dominio di primo livello nazionale assegnato all'Armenia.
Il dominio .am è usato anche da siti radiofonici perché ricorda la sigla della modulazione di ampiezza (AM). Tra i domain hack figurano instagr.am, che punta a Instagram, e will.i.am.
Nel 2014 l'ICANN ha approvato il dominio internazionalizzato .հայ (xn--y9a3aq).